# Машич, Любомир
Любомир Машич (5 июля 1936 — 6 ноября 2002) — югославский шахматист, международный мастер (1970).